# Lien de faîtage
 (avril 2025).
Un lien de faîtage est une pièce de charpente qui relie le faîtage au poinçon. Il limite les déformations du faîtage sur de grandes portées et sert également de contreventement.